# St. Georg (Esslingen am Neckar)

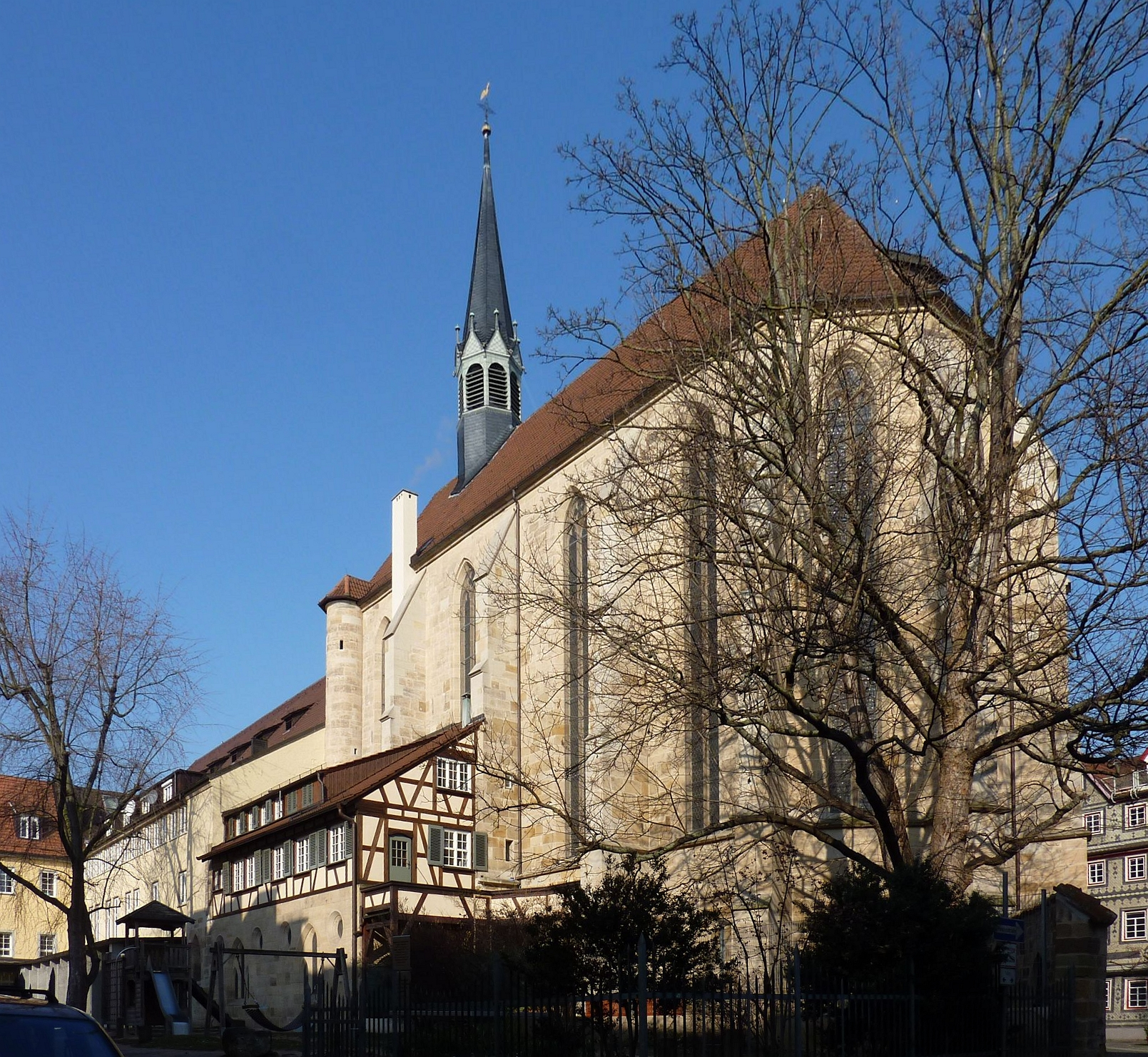
Franziskanerkirche St. Georg in Esslingen

Die Kirche St. Georg ist die ehemalige Kirche der Franziskaner in der östlichen Altstadt von Esslingen am Neckar, von der nur noch der Chor erhalten ist. 

## Geschichte, Baugeschichte und Ausstattung
Spätestens 1237 ließen sich Mitglieder des Franziskanerordens in Esslingen nieder. Dies bezeugt eine Bauinschrift, die dadurch wahrscheinlich den Baubeginn der Klosterkirche markiert. Der Dachstuhl des hoch aufragenden, vom einstigen Langhaus abgesetzten Chores ist dendrochronologisch auf die Zeit um 1276 datiert. Die Kirche erhielt zunächst das Patrozinium St. Mariae Krönung. Quellen zur Errichtung der umgebenden Klausurgebäude und des Kreuzganges existieren nicht.
Um 1280/90 wurde die ornamentale Verglasung eingebracht, um 1320 erhielt der Chor die farbigen Glasmalereien, die einen typologischen Bibelzyklus zeigen. Im letzten Viertel des 14. Jahrhunderts wurde eine Wandmalerei auf der Nordwand der Kirche aufgebracht, die – gemäß dem Patrozinium – die Aufnahme Mariens in den Himmel zeigt. Als Stifterfigur zeigt sich hier ein zu Füßen der Gottesmutter kniender Franziskanermönch, der mit Magister Hasso von Lampertkein durch eine Inschrift identifiziert werden kann. Hasso verstarb 1386 in Esslingen.
1531 hielt die Reformation in Esslingen Einzug, der Konvent wurde aufgelöst und die Gebäude fielen in die Obhut der Stadt. Ab 1668 ließ sie weite Teile der Klostergebäude abreißen, das Kirchenschiff wurde 1840 abgerissen. Die belassenen Gebäude wurden im 19. Jahrhundert stark umgestaltet. Seitdem steht neben dem Langchor der ehemaligen Klosterkirche lediglich der angrenzende Westflügel der Konventsgebäude. Zu Beginn des 20. Jahrhunderts errichtete man eine Sakristei und setzte oberhalb der neu errichteten Orgelempore ein neues Glasfenster von Aloys Staudinger in die Westfassade der Kirche, das den heiligen Georg im Kampf mit dem Drachen zeigt.
In den Jahren 2002 bis 2004 wurde die Kirche auf Betreiben der Esslinger Bürger einer umfangreichen Sanierung unterzogen.

## Orgel
Ab 1908 wurde unter Albert Benz die hölzerne Orgelempore im Westen der Kirche errichtet und 1912 dann die Jugendstil-Orgel durch die Firma E. F. Walcker aus Ludwigsburg eingebaut. Nach Umbauten in den 1960er Jahren war die Orgel lange Zeit nicht spielbar, bis sie 2009 durch den Hochdorfer Orgelbaumeister Christian Reichel restauriert wurde.